# 구마모토 시립 산토 소학교
구마모토 시립 산토 소학교(熊本市立山東小学校)는 일본 구마모토현 구마모토시 기타구에 있는 1874년에 설립된 시립 소학교다.